# اوانجلیا مورایتیدو
اوانجلیا مورایتیدو (انگلیسی: Evangelia Moraitidou؛ زادهٔ ۲۶ مارس ۱۹۷۵) بازیکن واترپلو زن اهل یونان است.